# 守屋多々志
守屋 多々志（もりや ただし、1912年（大正元年）8月10日 - 2003年（平成15年）12月22日）は、岐阜県大垣市出身の日本画家。本名は守屋 正（もりや ただし）。元愛知県立芸術大学教授。文化功労者。文化勲章受章。

## 経歴
昭和から平成にかけて日本美術院において活躍し、太平洋戦争従軍時やイタリア留学時を除いて、ほぼ毎年出品していた。
守屋の描いた作品は、歴史と古典への深い教養に根ざし、歴史人物を堅牢な絵画空間の中に描出した「歴史画」が中心である。また、その知識と姿勢が評価され、歴史考証が必要な小説挿絵や舞台美術、衣装デザインなどでも活躍した。
イタリア留学以前は、日本古来の大和絵を意識した構成・筆遣いで描いているが、留学後しばらくは、明らかに洋画を意識した重厚なマチエールで描いており、以後も絵具を厚塗りした作品を多く描いている。昭和40年以降は武者絵を中心に、背景に金泥を使うなど豪壮な作品も見受けられたが、1982年（昭和57年）頃から黒を多用した暗めの作品が多く、直線で画面を区切ったり、独特の遠近感を持たせたりする作品を多く描いている。

## 年譜
- 1912年（大正元年）、岐阜県大垣市船町の味噌たまり製造元「四代目孫八」の四男（11人兄弟の8番目）として生まれる。生後100日目、分家守屋貞吉（大垣市桐ヶ崎町の米穀商）へ養子に出される。
- 1930年（昭和5年）、岐阜県立大垣中学校（現：岐阜県立大垣北高等学校）を卒業。上京し、同郷の前田青邨に師事。
- 1931年（昭和6年）、東京美術学校（現：東京藝術大学）日本画科に入学。在学中に特待生となる。同級生には髙山辰雄がいる。
- 1936年（昭和11年）、東京美術学校を卒業。卒業製作「白雨」が川端玉章賞を受賞。
- 1941年（昭和16年）、再興日本美術院第28回展に「継信忠信」が初入選。
- 1943年（昭和18年）、第30回院展に「陸奥の宿」が入選、この年から雅号を「多々志」とする。
- 1954年（昭和29年）、総理府留学生としてイタリアに2年間留学。
- 1967年（昭和42年）、法隆寺金堂壁画再現模写開始。第十号壁「薬師浄土」を担当。
- 1972年（昭和47年）、文化庁より高松塚古墳壁画模写を委嘱され、東壁の女性群像を担当。
- 1974年（昭和49年）、日本美術院同人に推挙される。愛知県立芸術大学日本画科の教授となる。
- 1976年（昭和51年）、飛鳥保存財団より委嘱され、高松塚壁画館に展示するための壁画模写（20面）に総監督として従事。
- 1977年（昭和52年）、第62回院展出品作品「駒競べ」にて文部大臣賞受賞。
- 1984年（昭和59年）、ローマ教皇庁より聖シルベストロ教皇騎士団勲章受章。
- 1985年（昭和60年）、第70回院展出品作品「愛縛清浄」にて内閣総理大臣賞受賞。
- 2001年（平成13年）11月3日、文化勲章を受章[1]。同年7月28日、大垣市守屋多々志美術館が開館。
- 2003年（平成15年）12月22日、聖路加国際病院において永眠。享年91。

## 代表作品
- 第28回院展（1941年）『継信忠信』
- 第29回院展（1942年）『殲滅』
- 第30回院展（1943年）『陸奥の宿』
- 第32回院展（1947年）『室の泊』
- 第33回院展（1948年）『生田敦盛』
- 第34回院展（1949年）『ふるさとの家（朝餉・午睡・残照・宵宮）』大垣市守屋多々志美術館
- 第35回院展（1950年）『劇場（廊・出・袖）』
- 第36回院展（1951年）『鎌倉』
- 第38回院展（1953年）『胡姫』
- 第43回院展（1958年）『アンジェリコの窓』大垣市守屋多々志美術館
- 第44回院展（1959年）『慕情』
- 第45回院展（1960年）『鏡』
- 第46回院展（1961年）『沈黙』
- 第47回院展（1962年）『何日再帰楼蘭』
- 第48回院展（1963年）『ギリシャの壷売』
- 第49回院展（1964年）『聖母寺』
- 第50回院展（1965年）『阿蘭陀正月』
- 第51回院展（1966年）『泊』
- 第53回院展（1968年）『星と武者』大垣市守屋多々志美術館
- 第54回院展（1969年）『楊四娘』大垣市守屋多々志美術館
- 第55回院展（1970年）『砂に還る（楼蘭に想う）』岐阜県美術館
- 第56回院展（1971年）『牡丹燈記』大垣市守屋多々志美術館
- 第57回院展（1972年）『花性の淫』
- 第58回院展（1973年）『水灧』大垣市守屋多々志美術館
- 第59回院展（1974年）『月の宴』大垣市守屋多々志美術館
- 第60回院展（1975年）『衣香』滋賀県立近代美術館
- 第61回院展（1976年）『初陣』山種美術館
- 第62回院展（1977年）『駒競べ』山種美術館
- 第63回院展（1978年）『平家厳島納経』山種美術館
- 第64回院展（1979年）『キヨストロの少年使節』国立国際美術館
- 第65回院展（1980年）『聴花（式子内親王）』
- 第66回院展（1981年）『慶長使節支倉常長』山種美術館
- 第67回院展（1982年）『二河白道』大垣市守屋多々志美術館
- 第68回院展（1983年）『乱世に生きる（信長・日吉・竹千代）』岐阜県ソフトピアジャパン
- 第69回院展（1984年）『無明』大垣市守屋多々志美術館
- 第70回院展（1985年）『愛縛清浄』横浜美術館
- 第71回院展（1986年）『信長夢幻』高崎市タワー美術館
- 第72回院展（1987年）『悔過（持統天皇）』大垣市守屋多々志美術館
- 第73回院展（1988年）『ある日の武蔵』大垣市守屋多々志美術館
- 第74回院展（1989年）『遊行柳（芭蕉）』高崎市タワー美術館
- 第75回院展（1990年）『アメリカ留学（津田梅子）』津田塾大学
- 第76回院展（1991年）『ポトマック河畔の福沢諭吉』大垣市守屋多々志美術館
- 第77回院展（1992年）『ウィーンに六段の調（ブラームスと戸田伯爵極子夫人）』大垣市守屋多々志美術館
- 第78回院展（1993年）『萩の宿（奥の細道より）』大垣市守屋多々志美術館
- 第79回院展（1994年）『繭の傳説』大垣市守屋多々志美術館
- 第80回院展（1995年）『巴里の若き岡倉天心』大垣市守屋多々志美術館
- 第81回院展（1996年）『赤穂の日（浅野内匠頭の妻）』大垣市守屋多々志美術館
- 第82回院展（1997年）『更科』大垣市守屋多々志美術館
- 第83回院展（1998年）『願わくば（西行法師）』大垣市守屋多々志美術館
- 第84回院展（1999年）『歌姫越え（近江遷都）』
- 第85回院展（2000年）『誕生（聖徳太子）』大垣市守屋多々志美術館
- 第86回院展（2001年）『みだれ髪（与謝野晶子）』大垣市守屋多々志美術館

- 第2回小品展（1947年）『いこひ』
- 第3回小品展（1948年）『かすみをとこ』
- 第4回小品展（1949年）『思ひ草』
- 第5回小品展（1950年）『子供たち』
- 第6回小品展（1951年）『円覚寺門前』
- 第8回小品展（1953年）『法起寺辺り』
- 第13回小品展（1958年）『屋根』
- 第15回春季展（1960年）『聖水』
- 第16回春季展（1961年）『壷と女』
- 第20回春季展（1965年）『万戸の砧声』
- 第21回春季展（1966年）『飛鳥』
- 第24回春季展（1969年）『樹下双研』
- 第25回春の院展（1970年）『町角の聖母』
- 第26回春の院展（1971年）『狼の妻になった女』
- 第27回春の院展（1972年）『信太の森』
- 第28回春の院展（1973年）『花精』
- 第30回春の院展（1975年）『伝説の道』
- 第31回春の院展（1976年）『春炎』
- 第32回春の院展（1977年）『昔話 桃太郎』山種美術館
- 第33回春の院展（1978年）『竹千代出陣』
- 第34回春の院展（1979年）『金太郎』高崎市タワー美術館
- 第35回春の院展（1980年）『聴聞（北条政子）』愛知県美術館
- 第36回春の院展（1981年）『女優 須磨子』佐久市立近代美術館
- 第37回春の院展（1982年）『大原寂光』愛知県美術館
- 第38回春の院展（1983年）『葛の葉』
- 第39回春の院展（1984年）『行人』
- 第40回春の院展（1985年）『橋』
- 第41回春の院展（1986年）『孤帆遠影（鑑真のふるさと）』横浜美術館
- 第42回春の院展（1987年）『年々歳々（鎌倉山）』
- 第43回春の院展（1988年）『歌人（与謝野晶子）』高崎市タワー美術館
- 第44回春の院展（1989年）『深淵（和泉式部）』高崎市タワー美術館
- 第45回春の院展（1990年）『白晨（利休の娘）』
- 第46回春の院展（1991年）『湖畔の灯（小泉八雲の妻）』高崎市タワー美術館
- 第47回春の院展（1992年）『人魚の愛』大垣市守屋多々志美術館
- 第48回春の院展（1993年）『智恵子と光太郎』大垣市守屋多々志美術館
- 第49回春の院展（1994年）『思い出の五色酒』
- 第50回春の院展（1995年）『加賀の千代女』
- 第51回春の院展（1996年）『鎌倉右大臣実朝』鶴岡八幡宮
- 第52回春の院展（1997年）『晩歌』

- 『白雨』1936年、東京藝術大学
- 『噴水』1936年、岐阜県美術館
- 『ジェロニモ天草四郎』1981年、バチカン博物館
- 『平成御大礼絵巻』1992年、神社本庁